# Wizorb
Wizorb (с англ. — «Волшебная сфера») — приключенческая видеоигра в жанре арканоида и RPG, разработанная и изданная канадской компанией Tribute Games для консолей Xbox 360 (позже состоялся релиз на ПК). Действие игры разворачивается в фэнтезийном королевстве Горудо, где власть захватили силы зла. Игра получила хвалебные отзывы критиков, а игровой публицист Jacob Siegal назвал её одной из десяти лучших независимых игр 2011 года.

## Игровой процесс
Геймплей во всём следует канонам классического арканоида вроде Breakout - игрок управляет платформой-ракеткой, двигая шарик по направлению к блокам и вражеским монстрам. Ролевая составляющая включают в себя взаимодействие с жителями деревни, покупку ключей и эликсиров в игровом магазине, а также борьбу с мини-боссами внутри уровней.

## Сюжет
Колдуну по имени Сайрус предстоит отправиться в волшебное королевство Горудо, дабы помочь местным жителям избавиться от короля-узурпатора и восстановить разрушенную деревню, лежащую у подножья горы Колдрен.

## Локации
Всего в игре пять локаций:
1. Торговый городок Кловер, обставленный будками и павильонами, и заселенный котами-наемниками.
2. Загадочный лес с одноглазыми слаймами.
3. Сгнившие шахты, кишащие злобоглазами.
4. Первое крыло проклятого замка, оформленного в готическом стиле.
5. Второе крыло замка.

Каждая локация включает в себя 12 уровней, включая один завершающий, где находится мини-босс.

## Производство и релиз
Релиз игры состоялся 29 сентября 2011 года в игровом магазине Xbox Live Marketplace для консолей Xbox 360. Jordan Devore из игрового портала Destructoid заметил, что качественные инди-игры для этих консолей часто портируются на ПК. Так и произошло: спустя полтора месяца, 7 ноября, Wizorb был портирован для Microsoft Windows через сайт цифровой дистрибуции GamerGate. В версии для ПК управление осуществляется с помощью геймпада, клавиатуры и мыши. Сам разработчик рекомендует использовать только мышь, заявляя, что «это заставляет игрока ещё больше полагаться на рефлексы, что делает игру немного приятнее и проще». 29 октября 2011 года разработчики объявили, что рассматривают возможность переноса игры на смартфоны, на что Eric Caoili из издания GameSetWatch заявил, что «эта вещь должна быть на каждом устройстве». 3 августа 2012 года Wizorb был выпущен для мобильных устройств на базе iOS. В Steam релиз игры состоялся 14 марта 2012 года.

## Критика
Игра получила хвалебные отзывы критиков, набрав 81 балла из 100 на сайте Metacritic. Jacob Siegal, редактор веб-сайта VentureBeat, назвал Wizorb одной из десяти лучших независимых игр 2011 года.
Летом 2018 года, благодаря уязвимости в защите Steam Web API, стало известно, что точное количество пользователей сервиса Steam, которые играли в игру хотя бы один раз, составляет 148 590 человек.

## Наследие
Колдун Сайрус появится в качестве эпизодического игрового персонажа в грядущей игре Hex Heroes, разрабатываемой для Wii U.